# Švandrlík (rybník)
Rybník Švandrlík  je rybník o rozloze vodní plochy 0,3 ha nalézající se na okraji lesa asi 0,5 km severozápadně od centra obce Ledská v okrese Rychnov nad Kněžnou. Rybník je využíván pro chov ryb. 
Pod hrází rybníka se nalézá menší násadový rybníček.

## Galerie

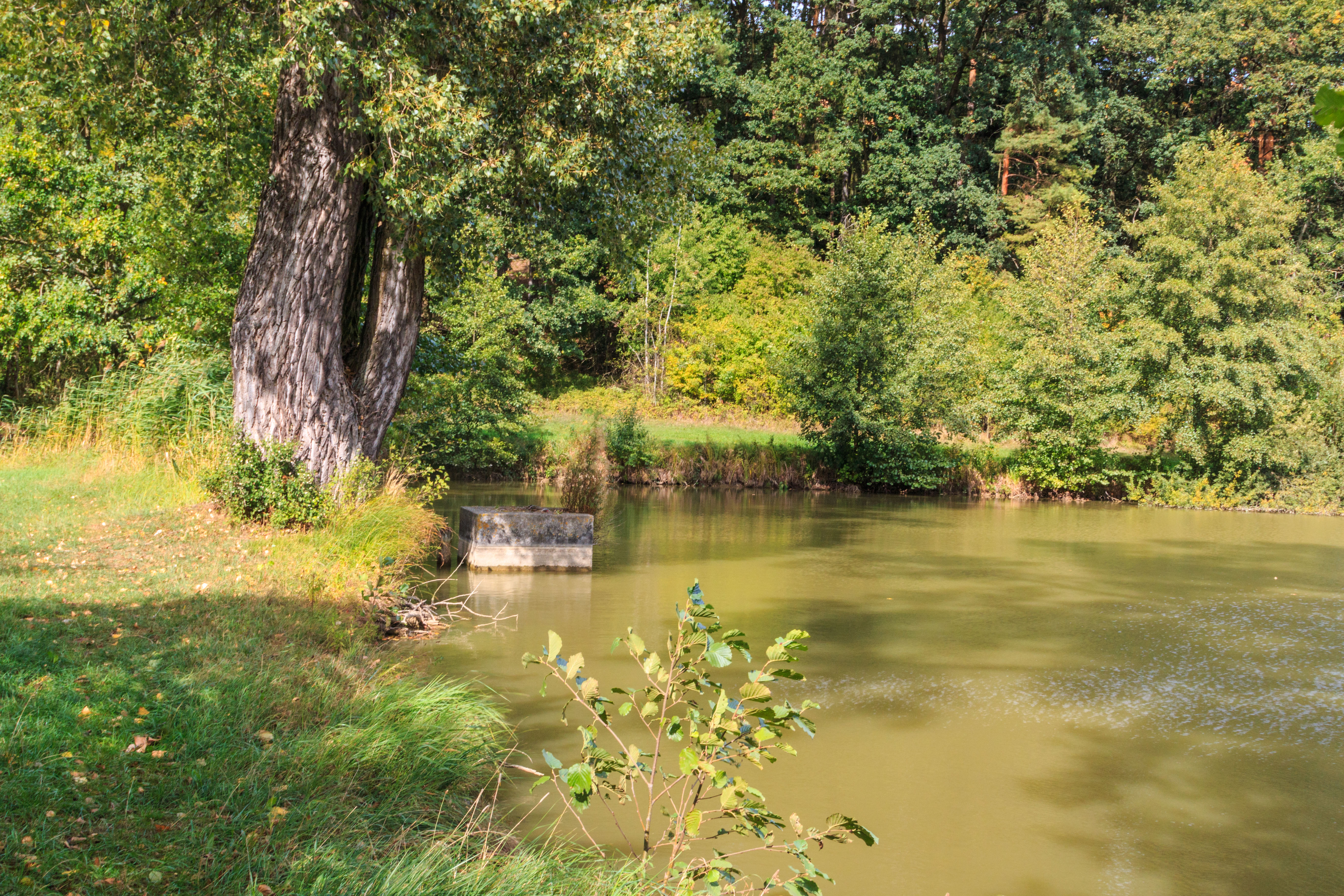
pohled na rybník Švandrlík u Ledské
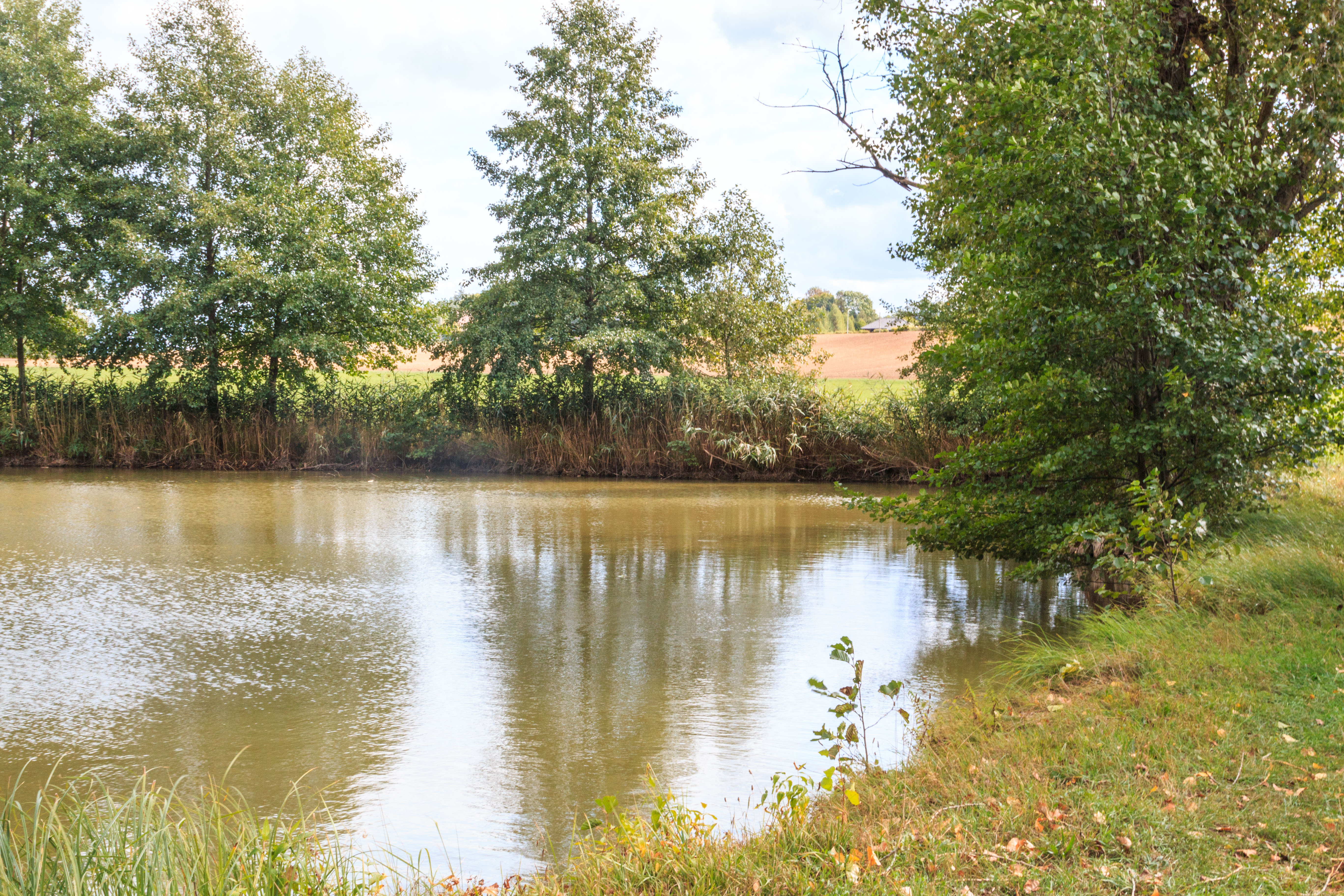
pohled na rybník Švandrlík u Ledské
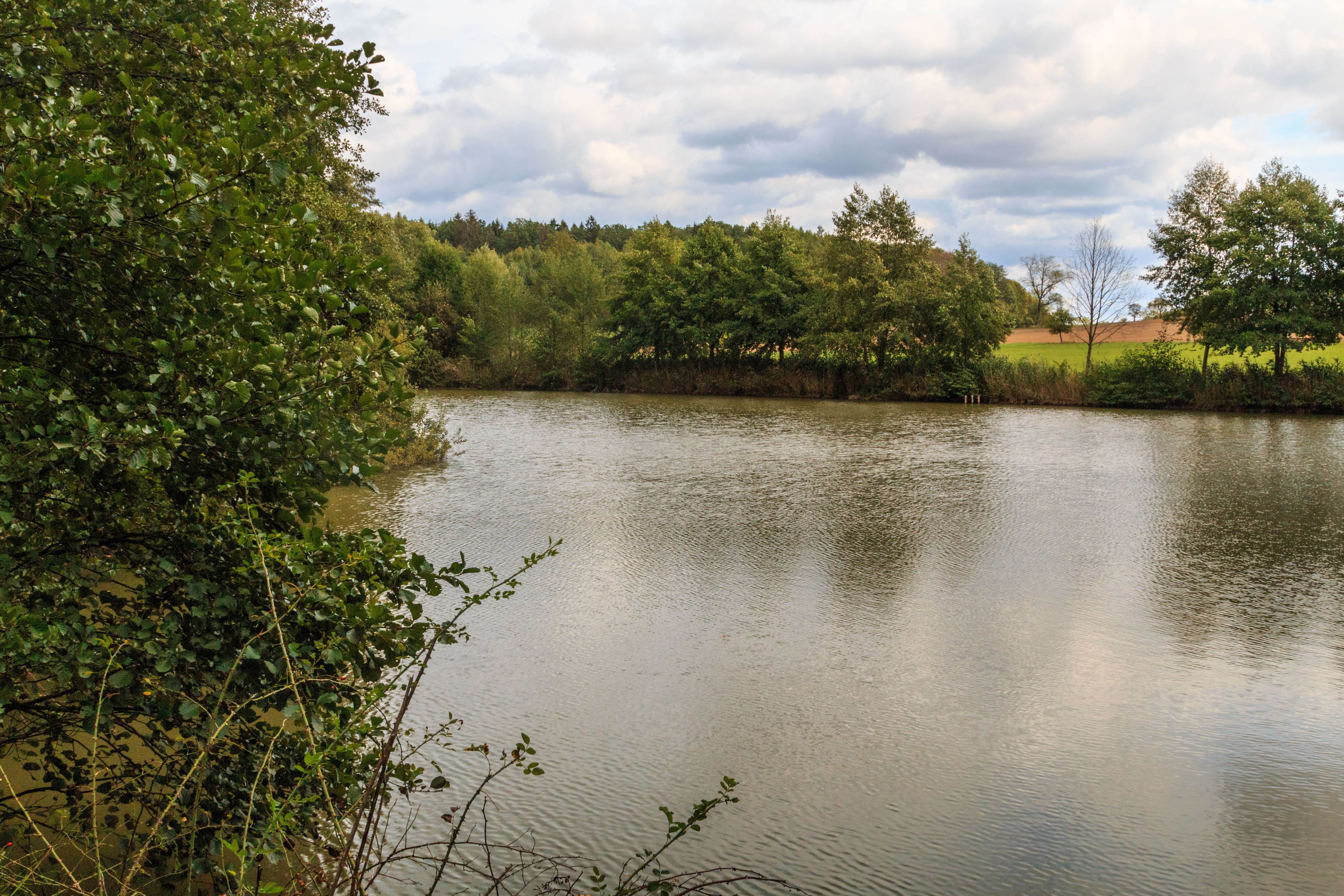
pohled na rybník Švandrlík u Ledské
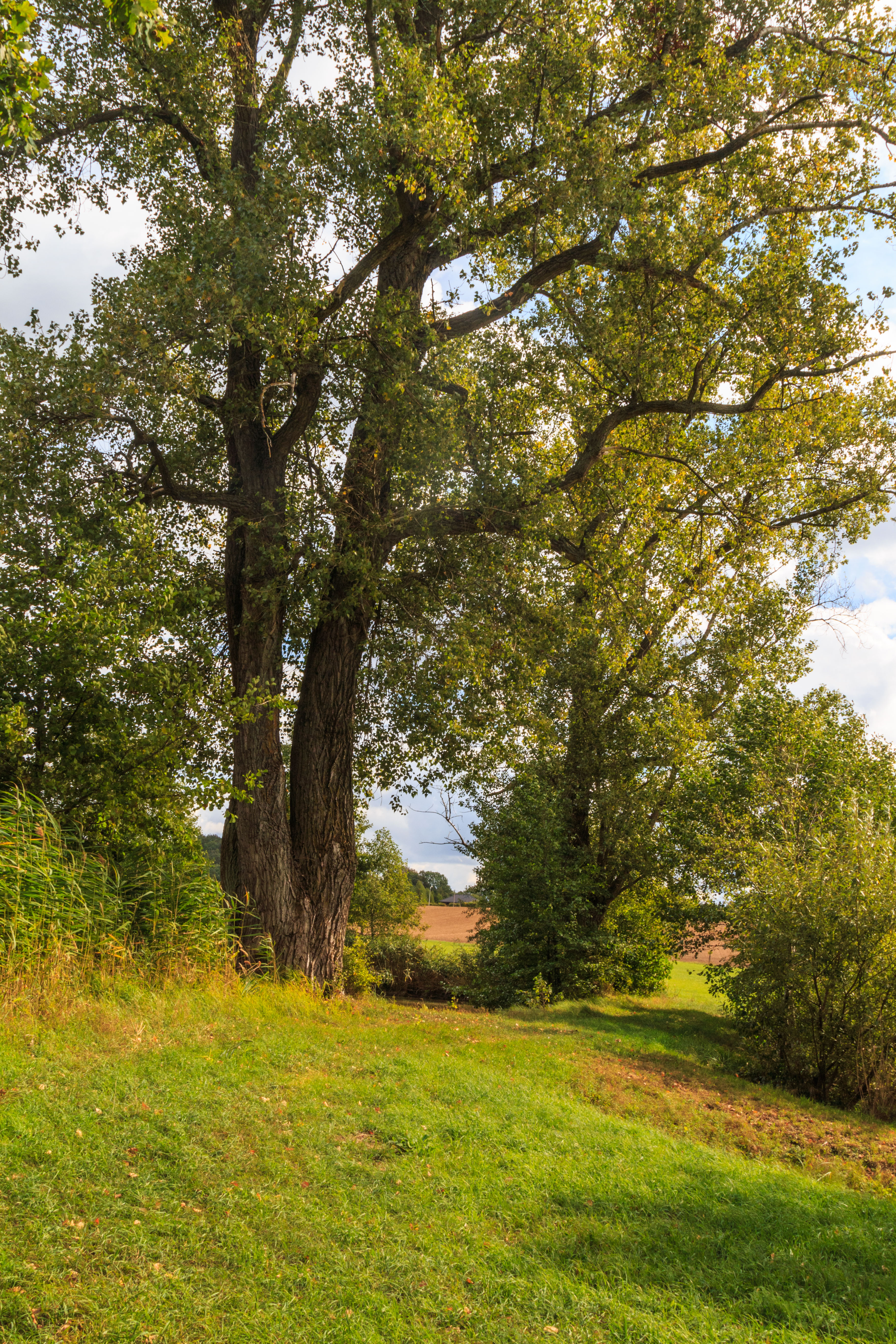
pohled na rybník Švandrlík u Ledské